# 시노하라역 (시가현)
시노하라역(일본어: 篠原駅, しのはらえき 시노하라에키[*])은 일본 시가현 오미하치만시에 위치한 서일본 여객철도의 역이다.

## 역 구조
상대식 승강장으로 1면 2선의 지상역이다. 절대신호가 존재하지 않는 정류소이다. 역사는 마이바라 방면 승강장 측에 있으며 교토 방면 승강장과는 과선교로 연결되어 있다. 이전에는 승강장이 없는 중선이 상하 홈에 끼어있는 형태로 존재했지만 국철 말기에 사용이 정지되어 그 후 철거되었다. (다만 중선의 일부는 보존 차량의 주박 장소로 남아있다.)
덧붙여 이 역은 서일본 여객철도 교통 서비스에 의한 위탁 영업이 이루어지고 있다. 서쪽에 있는 역사를 확장하여 동쪽에도 고가역을 건설하는 계획이 구상 중에 있으나 구체적인 발표는 이루어지지 않았다.
| 1 | ■ 비와코 선 (상행) | 마이바라·나가하마 방면    |
| 2 | ■ 비와코 선 (하행) | 구사쓰・교토・오사카 방면 |

## 승차량 통계
| 회사      | 승차 인원 | 승차 인원 | 승차 인원 | 승차 인원 | 승차 인원 | 승차 인원 | 승차 인원 | 승차 인원 | 주 석 |
| 회사      | 1993년    | 1994년    | 1995년    | 1996년    | 1997년    | 1998년    | 1999년    | 2000년    | 주 석 |
| --------- | --------- | --------- | --------- | --------- | --------- | --------- | --------- | --------- | ----- |
| JR 서일본 | 3832      | 3756      | 3698      | 3609      | 3455      | 3417      | 3238      | 3158      | [ 1 ] |
| 회사      | 2001년    | 2002년    | 2003년    | 2004년    | 2005년    | 2006년    | 2007년    | 2008년    |       |
| JR 서일본 | 3046      | 2830      | 2731      | 2636      | 2517      | 2448      | 2437      | 2427      | [ 1 ] |

## 역사
당초에는 서쪽의 야스 군 시노하라 촌 (현재의 야스시)에 건설되기로 결정되어 있었으나 건설 예정 부지의 경사가 심해 현재 위치에 건설하게 되었다. 개업 당시 신호소였다가 후에 여객 취급역으로 승격되었다.

### 연혁
- 1918년 6월 1일: 시노하라 신호소 개설.
- 1921년 4월 20일: 여객·화물 겸용역으로 승격.
- 1962년 2월 1일: 화물 취급이 폐지되었다.
- 1987년 4월 1일: 소속이 서일본 여객철도로 변경되었다.
- 2003년 11월 1일: 이코카의 사용이 개시되었다.

## 인접정차역
| 서일본 여객철도 도카이도 본선 | 서일본 여객철도 도카이도 본선 | 서일본 여객철도 도카이도 본선 |
| ----------------------------- | ----------------------------- | ----------------------------- |
| 오미하치만 마이바라 방면      | ■ 비와코 선 보통              | 야스 히메지 방면              |